# Megachile cruziana
Megachile cruziana är en biart som beskrevs av Mitchell 1930. Megachile cruziana ingår i släktet tapetserarbin, och familjen buksamlarbin. Inga underarter finns listade i Catalogue of Life.